# Estación de Vidago
La Estación Ferroviaria de Vidago es una plataforma ferroviaria desactivada de la Línea del Corgo, que servía a la localidad y la estancia termal de Vidago, en el ayuntamiento de Chaves, en Portugal.

## Historia

### Planificación e inauguración
Cuando fue estudiada la prolongación de la Línea de Porto a Póvoa y Famalicão hasta Chaves, en 1877, no se planeó el paso de la línea por Vidago, yendo más directamente en la dirección de Chaves; sin embargo, cuando se planeó la Línea del Corgo, a finales del siglo XX, ya se había incluido el paso por la importante estancia termal de Vidago. Así pues, se estableció que la línea debería forzosamente pasar por Vidago, debido al elevado tráfico de pasajeros y mercancías que produciría, por lo que, cuando la línea fue planeada, se buscó un trazado que sirviese lo mejor posible aquella estancia termal, sin obras de gran importancia que pudiesen perjudicar el nacimiento de aguas minerales. Por otro lado, también se previó que esta estación sería el punto de enlace de la Línea del Corgo con la Línea del Támega, por lo que debería ser construida en un local con espacio para por hacerse en el futuro la conexión entre ambas líneas.
En octubre de 1905, ya se estaba estudiando la conexión entre Pedras Salgadas y Vidago; este tramo fue inaugurado el 20 de marzo de 1910, siendo la sección siguiente, hasta Tâmega, inaugurada el 20 de junio de 1919.

### Cierre
El tramo entre Chaves y Vila Real fue cerrado en 1990.